# Terril Sabatier Nord

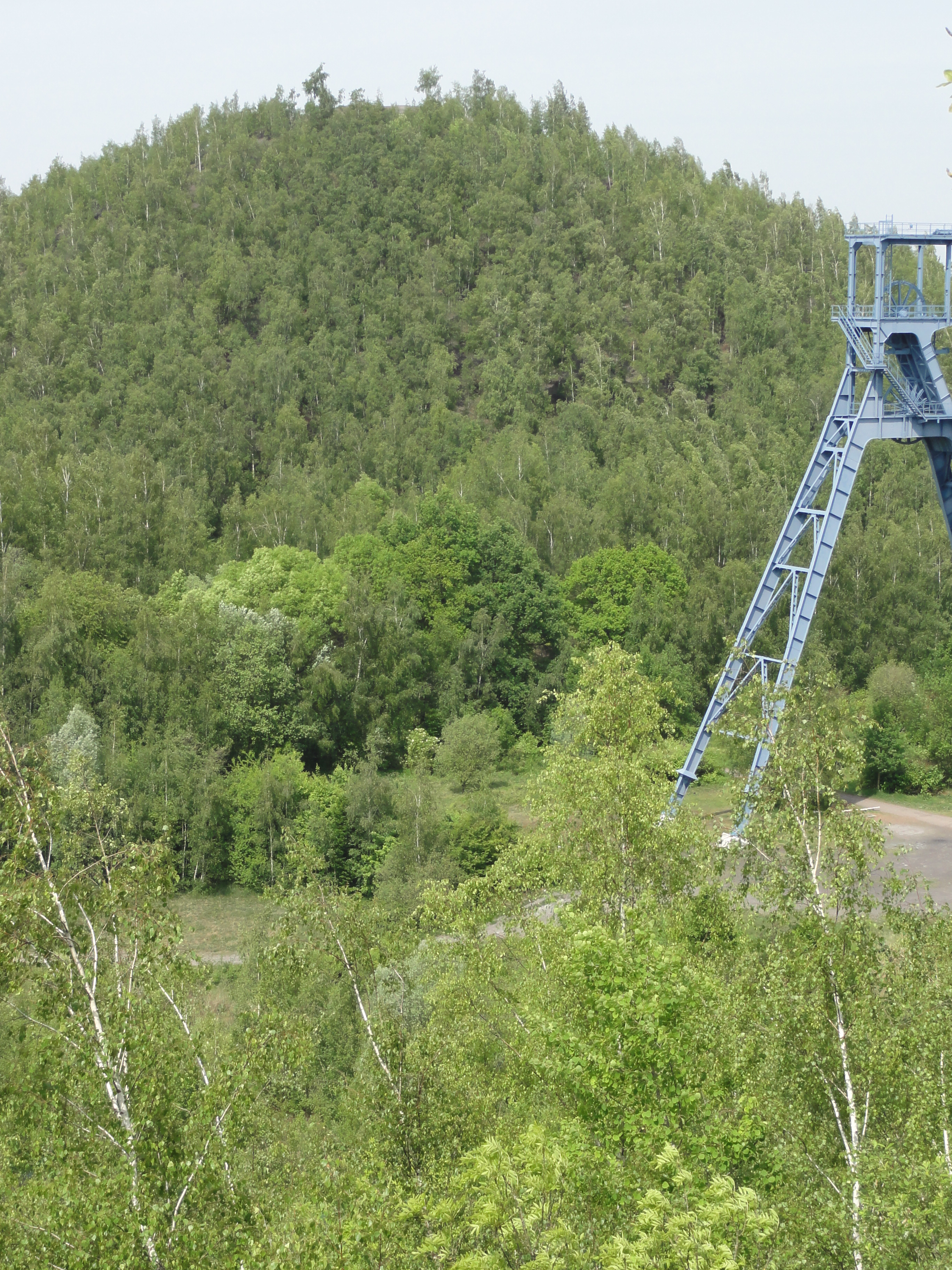
Terril 175 met op de voorgrond Mijnput n°2

De Terril Sabatier Nord of Terril 175 is een mijnterril in de Noord-Franse gemeente Raismes. 
Steenkoolmijn Sabatier was actief tussen 1913 en 1980. Na de sluiting werden de mijngebouwen afgebroken maar Mijnput n°2 en de mijnterril bleven behouden. De mijnberg is 80 meter hoog en is bebost. Hij bevindt zich in het Parc naturel Scarpe-Escaut, dat werd opgericht in de jaren 1960. Vanaf de top van Terril Sabatier Nord heeft men zicht op de afgeplatte Terril van Lavoir Rousseau, het bos van Raismes-Saint-Amand-Wallers en het bos van Valenciennes, tot aan België.